# Kúty
Kúty (Hongaars: Jókút) is een Slowaakse gemeente in de regio Trnava, en maakt deel uit van het district Senica.
Kúty telt 4.201 inwoners.